# Heliria mexicana
Heliria mexicana är en insektsart som beskrevs av Carl Stål. Heliria mexicana ingår i släktet Heliria och familjen hornstritar. Inga underarter finns listade i Catalogue of Life.